# Pseudocoremia colpogramma
Pseudocoremia colpogramma är en fjärilsart som beskrevs av Edward Meyrick 1936. Pseudocoremia colpogramma ingår i släktet Pseudocoremia och familjen mätare. Inga underarter finns listade i Catalogue of Life.